# Paris Grand Slam 2009
Il Paris Grand Slam 2009 si è tenuto a Parigi, in Francia dal 07 al 08 febbraio 2009 ed è stato la prima tappa dell'IJF World Tour 2009. È stata la prima edizione disputata dell'Paris Grand Slam facente parte dell'IJF World Tour.

## Risultati
Tutti i medagliati del torneo.
| Categorie donne | Oro                  | Argento             | Bronzo                             |
| --------------- | -------------------- | ------------------- | ---------------------------------- |
| - 48 kg         | Emi Tsuchiya         | Frédérique Jossinet | Aurore Urani Tomoko Fukumi         |
| - 52 kg         | Natalia Kuziutina    | Audrey La Rizza     | Kim Kyung-ok Misato Nakamura       |
| - 57 kg         | Ioulietta Boukouvala | Morgane Ribout      | Barbara Harel Kaori Matsumoto      |
| - 63 kg         | Yoshie Ueno          | Nozomi Nemoto       | Vera Koval Marijana Mišković       |
| - 70 kg         | Lucie Decosse        | Marie Pasquet       | Shumei Dou Kerstin Teichert        |
| - 78 kg         | Céline Lebrun        | Marhinde Verkerk    | Xiuli Yang Maryna Pryshchepa       |
| + 78 kg         | Weng Tong            | Idalys Ortiz        | Elena Ivashchenko Megumi Tachimoto |

| Categorie uomini | Oro                      | Argento             | Bronzo                                   |
| ---------------- | ------------------------ | ------------------- | ---------------------------------------- |
| - 60 kg          | Dimitri Dragin           | Amiran Papinashvili | Ludwig Paischer Choi Gwang-hyeon         |
| - 66 kg          | Masato Uchishiba         | Benjamin Darbelet   | An Jeong-hwan Miklos Ungvari             |
| - 73 kg          | Wang Ki-chun             | Yordanis Arencibia  | Mario Schendel Gilles Bonhomme           |
| - 81 kg          | Song Dae-nam             | Kim Jae-bum         | Ivan Nifontov Axel Clerget               |
| - 90 kg          | Yves-Matthieu Dafreville | Takashi Ono         | Kirill Denisov Michael Pinske            |
| - 100 kg         | Takamasa Anai            | Yauhen Biadulin     | Dimitri Peters Daniel Brata              |
| + 100 kg         | Teddy Riner              | Alexander Mikhaylin | Abdullo Tangriyev Pierre-Alexandre Robin |

## Medagliere
| Nr.                          | Nazione                      | Oro | Argento | Bronzo | Totale |
| ---------------------------- | ---------------------------- | --- | ------- | ------ | ------ |
| 1                            | Francia                      | 5   | 5       | 5      | 15     |
| 2                            | Giappone                     | 4   | 2       | 4      | 10     |
| 3                            | Corea del Sud                | 2   | 1       | 3      | 6      |
| 4                            | Russia                       | 1   | 1       | 4      | 6      |
| 5                            | Cina                         | 1   | 0       | 2      | 3      |
| 6                            | Grecia                       | 1   | 0       | 0      | 1      |
| 7                            | Cuba                         | 0   | 2       | 0      | 2      |
| 8                            | Bielorussia                  | 0   | 1       | 0      | 1      |
| 8                            | Georgia                      | 0   | 1       | 0      | 1      |
| 8                            | Paesi Bassi                  | 0   | 1       | 0      | 1      |
| 9                            | Germania                     | 0   | 0       | 4      | 4      |
| 10                           | Austria                      | 0   | 0       | 1      | 1      |
| 10                           | Croazia                      | 0   | 0       | 1      | 1      |
| 10                           | Romania                      | 0   | 0       | 1      | 1      |
| 10                           | Ucraina                      | 0   | 0       | 1      | 1      |
| 10                           | Ungheria                     | 0   | 0       | 1      | 1      |
| 10                           | Uzbekistan                   | 0   | 0       | 1      | 1      |
| Totale 17 nazioni medagliate | Totale 17 nazioni medagliate | 14  | 14      | 28     | 56     |

Fonte

## Statistiche

### Statistiche sui partecipanti
|     | Continenti rappresentati | Nazioni rappresentate | Judoka presenti |
| --- | ------------------------ | --------------------- | --------------- |
| Nr. | 5                        | 48                    | 375             |

|              | EJU    | JUA    | AJU    | PJU   | OJU   |
| ------------ | ------ | ------ | ------ | ----- | ----- |
| Nazionali    | 25     | 18     | 10     | 4     | 1     |
| Nazionali    | 52.08% | 37.50% | 20.83% | 8.33% | 2.08% |
| Partecipanti | 239    | 88     | 15     | 31    | 2     |
| Partecipanti | 63.73% | 23.47% | 4.00%  | 8.27% | 0.53% |

| Categoria | -48 kg | -52 kg | -57 kg | -63 kg | -70 kg | -78 kg | +78 kg |
| --------- | ------ | ------ | ------ | ------ | ------ | ------ | ------ |
| Nr.       | 21     | 22     | 24     | 20     | 22     | 26     | 20     |
| Nr.       | 13.55% | 14.19% | 15.48% | 12.91% | 14.19% | 16.77% | 12.91% |

| Categoria | -80 kg | -66 kg | -73 kg | -81 kg | -90 kg | -100 kg | +100 kg |
| --------- | ------ | ------ | ------ | ------ | ------ | ------- | ------- |
| Nr.       | 32     | 34     | 32     | 34     | 32     | 33      | 23      |
| Nr.       | 14.55% | 15.45% | 14.55% | 15.45% | 14.55% | 15.00%  | 10.45%  |

### Statistiche sull'età dei partecipanti
L'età media dei partecipanti che hanno ottenuto una medaglia è di 24.8 anni.
| Teddy Riner       | 19 anni e 307 giorni |
| Natalia Kuziutina | 19 anni e 343 giorni |
| Wang Ki-chun      | 20 anni e 147 giorni |

Fonte
| Céline Lebrun    | 32 anni e 167 giorni |
| Masato Uchishiba | 30 anni e 235 giorni |
| Song Dae-nam     | 29 anni e 309 giorni |